# Strålningsbarriär
En strålningsbarriär är en typ av byggmaterial som reflekterar värmestrålning och minskar värmeöverföringen. Eftersom värmeenergi också överförs genom ledning och konvektion, förutom strålning, kompletteras ofta strålningsbarriärer med värmeisolering som bromsar värmeöverföringen genom ledning eller konvektion. En strålningsbarriär reflekterar värmestrålning (strålningsvärme), vilket förhindrar överföring från en sida av barriären till en annan på grund av en reflekterande yta med låg emittans. I byggapplikationer är denna yta vanligtvis en mycket tunn, spegelliknande aluminiumfolie. Folien kan vara belagd för motstånd mot elementen eller för nötningsbeständighet. Strålningsbarriären kan vara en- eller tvåsidig. Ensidig strålbarriär kan fästas på isoleringsmaterial, såsom polyisocyanurat, styvt skum, bubbelisolering eller oriented strand board (OSB). Reflekterande tejp kan fästas på remsor av strålningsbarriär för att göra den till en sammanhängande ångspärr eller alternativt kan strålningsbarriär perforeras för ånggenomsläpplighet.

## Reflexivitet och emissivitet
Alla material som finns avger, eller emitterar, energi genom värmestrålning som ett resultat av sin temperatur. Mängden energi som utstrålas beror på yttemperaturen och en egenskap som kallas emissivitet (även kallad "emittans"). Emissivitet uttrycks som ett tal mellan noll och ett vid en given våglängd. Ju högre emissivitet, desto större emitterad strålning vid den våglängden. En relaterad materialegenskap är reflektivitet (även kallad "reflektans"). Detta är ett mått på hur mycket energi som reflekteras av ett material vid en given våglängd. Reflexivitet uttrycks också som ett tal mellan 0 och 1 (eller en procentsats mellan 0 och 100). Vid en given våglängd och infallsvinkel summeras värdena för emissivitet och reflektivitet till 1 enligt Kirchhoffs lag.
Strålningsbarriärmaterial måste ha låg emissivitet (vanligtvis 0,1 eller mindre) vid de våglängder vid vilka de förväntas fungera. För typiska byggmaterial är våglängderna i mellan- och lång-infrarött spektrum, i intervallet 3-15 mikrometer.
Strålande barriärer kan uppvisa hög visuell reflektivitet eller inte. Medan reflektivitet och emissivitet måste summeras till 1 vid en given våglängd, är reflektiviteten vid en våglängband (synlig) och emissivitet vid en annan våglängband (termisk) inte nödvändigtvis summan till 1. Därför är det möjligt att skapa synligt mörka färger ytor med låg termisk emissivitet.
För att fungera korrekt måste strålningsbarriärer vara vända mot ett öppet utrymme (t.ex. luft eller vakuum) genom vilket det annars skulle finnas strålning.

## Historia
År 1860 experimenterade den franske vetenskapsmannen Jean Claude Eugene Peclet med den isolerande effekten av hög- och lågemissionsmetaller mot luftrum. Peclet experimenterade med en mängd olika metaller, från tenn till gjutjärn, och kom fram till att varken färgen eller den visuella reflektansen var signifikanta avgörande faktorer för materialens prestanda. Peclet beräknade minskningen av BTU för ytor med hög och låg emission riktade mot olika luftutrymmen, och upptäckte fördelarna med en strålningsbarriär för att minska värmeöverföringen. År 1925 ansökte två tyska affärsmän Schmidt och Dykerhoff om patent på reflekterande ytor för användning som byggnadsisolering eftersom de senaste förbättringarna av teknologin gjorde att aluminiumfolie med låg emissivitet var kommersiellt tillgänglig. Detta blev startrampen för strålningsbarriär och reflekterande isolering runt om i världen, och inom de kommande 15 åren installerades miljontals kvadratmeter strålbarriär bara i USA. 

## Tillämpning

### Utforskning av rymden
För Apollo-programmet hjälpte NASA till att utveckla en tunn aluminiumfolie som reflekterade 95 % av strålningsvärmen. En metalliserad film användes för att skydda rymdfarkoster, utrustning och astronauter från termisk strålning eller för att hålla kvar värme i rymdens extrema temperaturfluktuationer. Aluminiumet vakuumbelagdes till en tunn film och applicerades på basen av Apollo-landningsfordonen. Det användes också i många andra NASA-projekt som James Webb Space Telescope och Skylab. I vakuumet i yttre rymden, där temperaturen kan variera från -400 till 250 °F (−240 till 120 °C) sker värmeöverföringen endast genom strålning, så en strålningsbarriär är mycket effektivare än den är på jorden, där 5 % till 45 % av värmeöverföringen kan fortfarande ske via konvektion och ledning, även när en effektiv strålningsbarriär är utplacerad. Radiant barriär  är en Space Foundation Certified Space Technology(TM). Radiant barriär infördes i Space Technology Hall of Fame 1996.

### Textilier
Sedan 1970-talet har ark av metalliserad polyester som kallas rymdfiltar varit kommersiellt tillgängliga som ett sätt att förhindra hypotermi och andra skador i kallt väder. På grund av sin hållbarhet och låga vikt är dessa filtar populära för överlevnad och första hjälpen. Svärmar av människor kan ses draperade i reflekterande metalliserad film efter ett maraton, särskilt där det är särskilt kallt, som under det årliga New York City Marathon som äger rum på hösten.

### Fönsterbehandlingar
Fönsterglas kan beläggas för att uppnå låg emissivitet eller "låg-e". Vissa fönster använder laminat polyesterfilm där minst ett lager har metalliserats med en process som kallas sputtering. Sputtering uppstår när en metall, oftast aluminium, förångas och polyesterfilmen passerar genom den. Denna process kan justeras för att kontrollera mängden metall som i slutändan täcker filmens yta.
Dessa metalliserade filmer appliceras på en eller flera ytor av glaset för att motstå överföringen av strålningsvärme, men filmerna är så tunna att de tillåter synligt ljus att passera igenom. Eftersom de tunna beläggningarna är ömtåliga och kan skadas när de utsätts för luft och fukt, använder tillverkare vanligtvis fönster med flera rutor. Medan filmer vanligtvis appliceras på glaset under tillverkning, kan vissa filmer vara tillgängliga för husägare att applicera själva. Fönsterfilmer som appliceras av husägare förväntas vanligtvis hålla 10–15 år.